# Pulse (album Toni Braxton)
Pulse, szósty album studyjny wydany przez amerykańską wokalistkę R&B Toni Braxton dnia 4 maja 2010 nakładem wytwórni Warner Music. Prace nad wydawnictwem rozpoczęły się we wrześniu 2008 zaś zakończyły w marcu 2010 natomiast do współpracy artystka zaprosiła producentów Franka E, Davida Fostera, Vincenta Herberta, Craiga Kallmana, Steve'a Maca, Harveya Masona Jr., Oaka, Lucasa Secona, Troya Taylora oraz Dapo Torimira. Pulse to krążek zróżnicowany muzycznie charakteryzujący się zarówno brzmieniami R&B jak i melodiami gatunku muzyki dance.
Album zadebiutował na pozycji #9 notowania Billboard 200 w pierwszym tygodniu od premiery rozchodząc się w nakładzie 54 000 egzemplarzy, czyniąc z Pulse piąte wydawnictwo Braxton, które znalazło się w Top 10 oficjalnego zestawienia najlepiej sprzedających się albumów.

## Informacje o albumie
W październiku 2009 prezes Atlantic Records, podwytwórni Warner Music w oficjalnym komunikacie oświadczył, iż Toni Braxton dołączyła do artystów promowanych przez jego firmę mówiąc "zeszłego roku [2008], wyszliśmy z zamiarem nawiązania współpracy z ikoną muzyki R&B – dla mnie nie była to nowa decyzja. Toni Braxton ma jeden z największych głosów na świecie, jest charyzmatyczna i posiada niesamowitą listę nagród na koncie".
Praca nad wydawnictwem miała miejsce od września 2008 do marca 2010 i była wspierana przez producentów Davida Fostera, Harveya Masona Jr., Franka E, Oaka, Lucasa Secona oraz Dapo Torimira. Magazyn Rap-Up ujawnił, że album Braxton opiewać będzie w liczne współprace z artystami Troyem Taylorem, Robinem Thicke, Treyem Songzem i Usherem. Kwartalnik podał również informację, iż nad kilkoma utworami pracował piosenkarz R&B Ne-Yo.
W jednym z wywiadów wokalistka wyznała koncepcję tytułu wydawnictwa – "Nadałam tej płycie tytuł Pulse z powodu cudownej kobiety, którą poznałam, kiedy byłam w szpitalu. Powiedziała, że ma 50 lat, ale z pewnością miała około osiemdziesiątki i była naprawdę wspaniała. Ćwiczyła na bieżni w butach na wysokim obcasie i nie mogła uwierzyć, że trafiłam do szpitala, chociaż jestem taka młoda. Sama była po czterech zawałach i właśnie wróciła z Cabo ze swoim 40-letnim chłopakiem. Powiedziała mi wtedy: "Nie możesz bać się życia". Rozmowa z nią była dla mnie jak uderzenie serca, puls, który pozwolił mi ponownie cieszyć się życiem".

## Muzyka
W wywiadzie udzielonym portalowi Digital Spy Toni Braxton przyznała, iż na krążek nagrała około trzydziestu utworów oraz jej marzeniem jest współpraca z Alicią Keys. Piosenkarka wyjaśniła również powód przesunięcia daty wydania wydawnictwa; "album miał się ukazać w lutym, jednak termin ten uległ zmianie ze względu na wyciek siedmiu z dziesięciu piosenek, które wybraliśmy na oficjalną listę utworów krążka. Zdecydowaliśmy się na powrót do studia, by nagrać kolejne cztery lub pięć kompozycji a następnie wybrać. Nagrania wysłaliśmy za pośrednictwem Federal Express, dlatego żaden z nowych tytułów nie ujrzał światła dziennego". Utwór "Woman" jest coverem piosenki o tym samym tytule z repertuaru Delty Goodrem wydanym na albumie Delta w roku 2007.
Z wielu planowanych współprac żadna nie znalazła się na liście utworów standardowej wersji wydawnictwa. Edycja deluxe albumu, wydana za pośrednictwem sklepu cyfrowego iTunes Store wzbogacona o dodatkowe kompozycje, zawiera ich kilka w tym remiks singla "Yesterday" z udziałem Treya Songza, utwory "The Wave" stworzony przez Jessego McCartneya i Makebę Riddick, "Stay", "Rewind", "Yesterday (Cutmore Radio Remix)" oraz "Caught (Don't Take Your Hat Off)" z gościnnym udziałem aktorki Mo’Nique, która przerywa kompozycję w połowie by wygłosić monolog.
Współpraca z artystami Robinem Thickiem oraz Usherem nie doszła do skutku. Praca Braxton z producentem Rodneyem Jerkinsem nad utworem "Get Loose" miała miejsce, jednak efekt tej współpracy nie ujrzał światła dziennego. Piosenkarz reggae Sean Paul użyczył również swego wokalu w remiksie kompozycji "Lookin' At Me", jednak piosenka nie ukazała się jako bonusowy utwór w żadnej z edycji krążka.

## Promocja
Pulse początkowo miał się ukazać w roku 2009, jednak datę premiery przeniesiono na dzień 2 lutego 2010, zaś wydawnictwo oficjalnie ukazało się w maju 2010 za pośrednictwem wytwórni Warner Music. Oficjalną okładkę albumu zaprezentowano dnia 9 marca 2010. Braxton, by promować krążek gościła w amerykańskich programach telewizyjnych, gdzie 27 kwietnia 2010 zaprezentowała utwór "Make My Heart" w The Ellen Show i The Wendy Williams Show oraz udzielając wywiadu w Good Day L.A. 3 maja 2010 wokalistka wykonała utwory "Hands Tied" wraz z "Breathe Again" w programie The Mo’Nique Show, zaś dzień później w The Today Show kompozycje "Hands Tied" oraz "Un-Break My Heart".

### Single
- Pierwszym singlem promującym wydawnictwo stał się utwór "Yesterday" dostępny w sprzedaży cyfrowej od dnia 20 listopada 2009. Solowa wersja kompozycji promowała międzynarodową wersję albumu, zaś remiks utworu z gościnnym udziałem Treya Songza ukazała się jedynie w Stanach Zjednoczonych. Piosenka osiadła na pozycji #12 notowania Hot R&B/Hip-Hop Songs.
- Drugim oraz trzecim singlem, w zależności od regionu świata stały się kompozycje "Hands Tied" oraz "Make My Heart"[2][3]. Teledyski promujące utwory nagrywane były w marcu 2010 i reżyserowane przez wieloletniego współpracownika Braxton, Bille'ego Woodruffa[23]. "Hands Tied" znalazł się na miejscu #29 zestawienia Hot R&B/Hip-Hop Songs.

## Recenzje
Album generalnie zyskał pozytywne recenzje od profesjonalnych krytyków muzycznych. Strona internetowa Metacritic, która gromadzi recenzje, a następnie przyznaje punkty ocenianemu wydawnictwu przyznała krążkowi Braxton 71 punktów na 100 możliwych. Recenzent portalu AllMusic, Andy Kellman odznaczył Pulse czterema gwiazdkami na pięć możliwych argumentując swoją decyzję słowami "bez wahania mogę powiedzieć, że to album na wysokim poziomie zawierający kilka warstw romantycznych". Steve Jones z USA Today przyznał krążkowi trzy na pięć gwiazdek stwierdzając, iż wydawnictwo jest świadectwem "powrotu na szczyt" Braxton. Ken Capobianco, recenzent The Boston Globe wydał krążkowi pozytywną recenzję pisząc, że "wokalistka wraz z topowymi producentami i autorami tekstów połączyli gatunek dobrze znanej ballady w stylu R&B z nowoczesnym dance popem dokładnie uwydatniając niesamowity głos Braxton oraz skupiając się na nim".

## Wydanie albumu
Pulse zadebiutował na pozycji #9 zestawienia Billboard 200 najchętniej kupowanych albumów w Stanach Zjednoczonych, sprzedając się w pierwszym tygodniu od premiery w ilości 54 000 egzemplarzy czyniąc z krążka piąte wydawnictwo Toni Braxton, które znalazło się w Top 10 notowania. Tego samego tygodnia album debiutował na szczycie listy R&B/Hip-Hop Albums. Tydzień później wydawnictwo zanotowało spadek na miejsce #22 zestawienia Billboard 200 rozchodząc się w postaci 16.588 kopii. Dwa tygodnie po premierze, Pulse zajmował pozycję #41. W Kanadzie krążek zadebiutował na miejscu #72 Top 100 oficjalnego zestawienia, zaś w Wielkiej Brytanii album tydzień od daty premiery znalazł się na pozycji #28. W Niemczech Pulse debiutował na miejscu #18, natomiast w Szwajcarii w Top 10 notowania na pozycji #9.

## Lista utworów
1. "Yesterday" (Justin Franks, Jerome Armstrong, Michael White, Terrance Battle, Toni Braxton) — 3:48
2. "Make My Heart" (Lucas Secon, Makeba Riddick, Joseph Wayne Freeman, Aubreya Gravatt, Theodore Life Jr.) — 3:27
3. "Hands Tied" (Harvey Mason Jr., Warren Felder, Heather Bright) — 3:53
4. "Woman" (Steve Mac, Wayne Hector, David Foster) — 3:51
5. "If I Have to Wait" (Michael Busbee, Jud Friedman, Allan Rich) — 3:56
6. "Lookin' At Me" (Secon, Riddick) — 3:20
7. "Wardrobe" (Dernst Emile, Taurian Shropshire, Mason) — 3:31
8. "Hero" (Mason, Kara DioGuardi, Kasia Livingston, James Fauntleroy II, Steve Russell) — 4:32
9. "No Way" (Michael Warren) — 3:31
10. "Pulse" (Charles Harmon, Christopher Jackson) — 3:47
11. "Why Won't You Love Me" (Braxton, Mason) — 4:42

Amerykańska edycja Target
1. "The Wave"
2. "Yesterday" (Cutmore Remix Radio Edit)
3. "FanBase" Unikatowa aplikacja umożliwiająca dostęp do ekskluzywnych materiałów bonusowych.
4. DVD Track 1 "Pulse wywiad oraz kulisy powstawania wydawnictwa"

Amerykańskie utwory bonusowe Wal-Mart
1. "FanBase" Unikatowa aplikacja umożliwiająca dostęp do ekskluzywnych materiałów bonusowych.
2. DVD Track 1 "Pulse Walmart Soundcheck wywiad"
3. DVD Track 2 "Yesterday" (Na żywo dla Walmart Souncheck)
4. DVD Track 3 "Breathe Again" (Na żywo dla Walmart Souncheck)
5. DVD Track 4 "If I Had To Wait" (Na żywo dla Walmart Souncheck)
6. DVD Track 5 "Make My Heart" (Na żywo dla Walmart Souncheck)
7. DVD Track 6 "Un-Break My Heart" (Na żywo dla Walmart Souncheck)

Amerykańska edycja deluxe iTunes Store
1. "Yesterday" featuring Trey Songz
2. "Stay"
3. "Rewind"
4. "The Wave"
5. "Caught (Don't Take Your Hat Off)" featuring Mo’Nique

Japońskie utwory bonusowe
1. "Yesterday" featuring Trey Songz
2. "Rewind"

## Pozycje na listach
| Lista sprzedaży (2010)       | Najwyższa pozycja |
| ---------------------------- | ----------------- |
| Austria IFPI Albums Chart    | 32                |
| Holandia IFPI Albums Chart   | 83                |
| Kanada Albums Chart          | 72                |
| Niemcy IFPI Albums Chart     | 18                |
| Szwajcaria IFPI Albums Chart | 9                 |
| UK BPI Albums Chart          | 28                |
| USA RIAA Billboard 200       | 9                 |
| USA RIAA R&B/Hip-Hop Albums  | 1                 |

## Produkcja
- A&R – Aaron Bay-Schuck, Harvey Mason Jr.
- Główni producenci – Vincent Herbert, Craig Kallman

- Wokale – Toni Braxton
- Producenci – Busbee, Warren "Oak" Felder, David Foster, Justin "DJ Frank E" Franks,
Chuck Harmony, Steve Mac, Harvey Mason Jr., D'Mile, Madd Scientist, Lucas Secon,
Troy Taylor, Michael Warren

- Reżyser artystyczny i projektant – Mark Obriski
- Stylista fryzur – Chuck Amos
- Fotografie – Indrani, Markus Klinko, Walter Tabayoyong
- Make-up – Fran Cooper
- Styliści – G.K. Reid, Beagy Zielinski

## Daty wydania
| Region            | Data         | Wytwórnia           |
| ----------------- | ------------ | ------------------- |
| Stany Zjednoczone | 4 maja 2010  | Atlantic Records    |
| Kanada            | 4 maja 2010  | Atlantic Records    |
| Niemcy            | 7 maja 2010  | Warner Music        |
| Polska            | 7 maja 2010  | Warner Music        |
| Australia         | 8 maja 2010  | Warner Music        |
| Holandia          | 8 maja 2010  | Warner Music        |
| Wielka Brytania   | 10 maja 2010 | Atlantic Records UK |